# Monte Plata (província)
Monte Plata é uma província da República Dominicana. Sua capital é a cidade de Monte Plata.